# Туркменська кухня

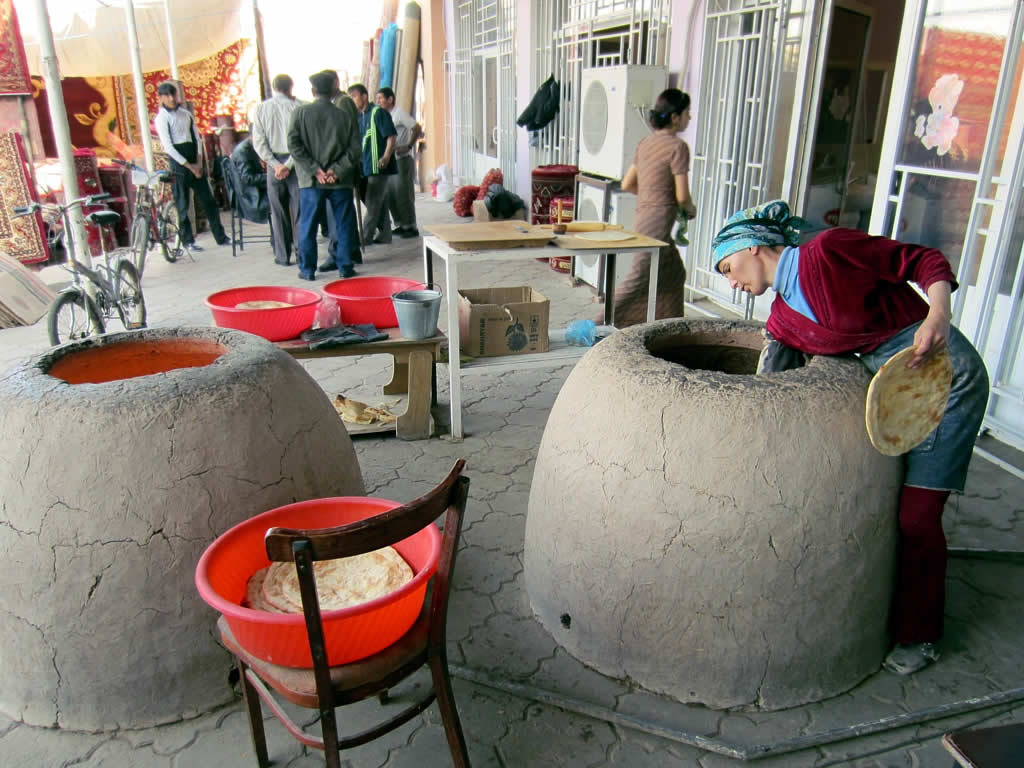
Випічка туркменського хліба — чурека

Туркменська кухня — за технологією і асортиментом продуктів дуже близька до кухонь інших середньоазійських народів. Хоча у туркменів усі страви, звичайно, мають власні туркменські назви. Наприклад, плов називається «аш», манти — «берек», бешбармак у більшості туркменів — «гулак», у текінців — «білці», а у північних йомудів — «куртук».
Розходження в традиційних стравах і смаках прикаспійських туркменів (огурджалінців) і туркменів зі східних районів республіки (текінців) видно з простого прикладу. Коли текінці їдять яловичину і вона їм подобається, вони говорять: «Яка смакота, як баранина!». Огурджалінці вихваляють баранину на свій лад: «Яка смакота — зовсім як осетрина!». Головними продуктами харчування туркменів є м'ясо і молоко. Туркмени-текінці цінують бараняче м'ясо, туркмени-йомуди, сарикі й інші використовують м'ясо молодих неробочих верблюдів, пернатої дичини (фазанів, куріпок, перепелиць).

## М'ясо
Національні способи готування і консервації м'яса у туркменів дуже різні, й обумовлені специфічними природними умовами: наявністю високої температури повітря, сухих гарячих вітрів і сильного нагрівання піску. Наприклад, туркмени-йомурди, висушують м'ясо під палючим сонцем. Дуже великі шматки м'яса разом з кістками нанизують на вістря високої тички і залишають на кілька днів. Таке в'ялено-сушене м'ясо називається «какмач».
Спосіб приготування м'яса туркменами-текінцями заснований на комбінуванні різних середовищ. У заздалегідь підготовлений (тобто промитий і натертий сіллю і червоним перцем) шлунок барана або козла набивають нарізане дрібними шматочками м'ясо і сало так щільно, щоб там не залишилося повітря. Після цього шлунок зашивають і закопують у розпечений пісок на день, а увечері його викопують і прив'язують на високу тичку. Ця зміна умов повторюється до тих пір, доки шлунок не засихає. Укладене в нього м'ясо здобуває приємний смак і довго не псується. Таке м'ясо має назву «гарин» (шлункове). Його обсмажують у власному жирі невеликими шматочками з наступною презервацією в глазурованому зсередини глиняному посуді (у туркменів він має назву «говурма»); обсмажування м'яса молодих тварин над вугіллям («кебапи» або «кулі»).
Найуживаніше туркменами молоко — верблюдяче й овече. Молочні вироби — «агаран», «чал», «карагурт», «телеме», «сикман», «сарган».
Традиційною м'ясною стравою цієї кухні є страва чекдірме.

## Риба
Наявність у меню національних рибних страв, створених прикаспійськими йомурдами-огурджалінцями, різко відрізняє туркменську кухню в цілому від інших середньоазійських кухонь. В огурджалінців ці страви займають центральне місце.
Туркмени-огурджалінці застосовують для приготування риби традиційні середньоазійські технології (наприклад, обсмажують на рожні або в перегрітій олії, у казанах). Готуючи рибу також використовують традиційні азійські рослинні продукти — кунжут, рис, урюк, родзинки, гранатовий сік. Основною умовою для приготування туркменських рибних страв є наявність свіжої, а найкраще — свіжевиловленої риби.
Червону рибу в туркменській кухні особливо часто використовують для приготування шашликів («балику-кулі»), а також «кавурдака» (балик гавурдак).
Інші рибні страви — «гаплама», «чеме», «балик берек», «баликли яхама», «аш». За старим звичаєм туркмени п'ють дуже багато чаю. Зранку не менше 1 літра, стільки ж удень та увечері.

## Овочі і фрукти

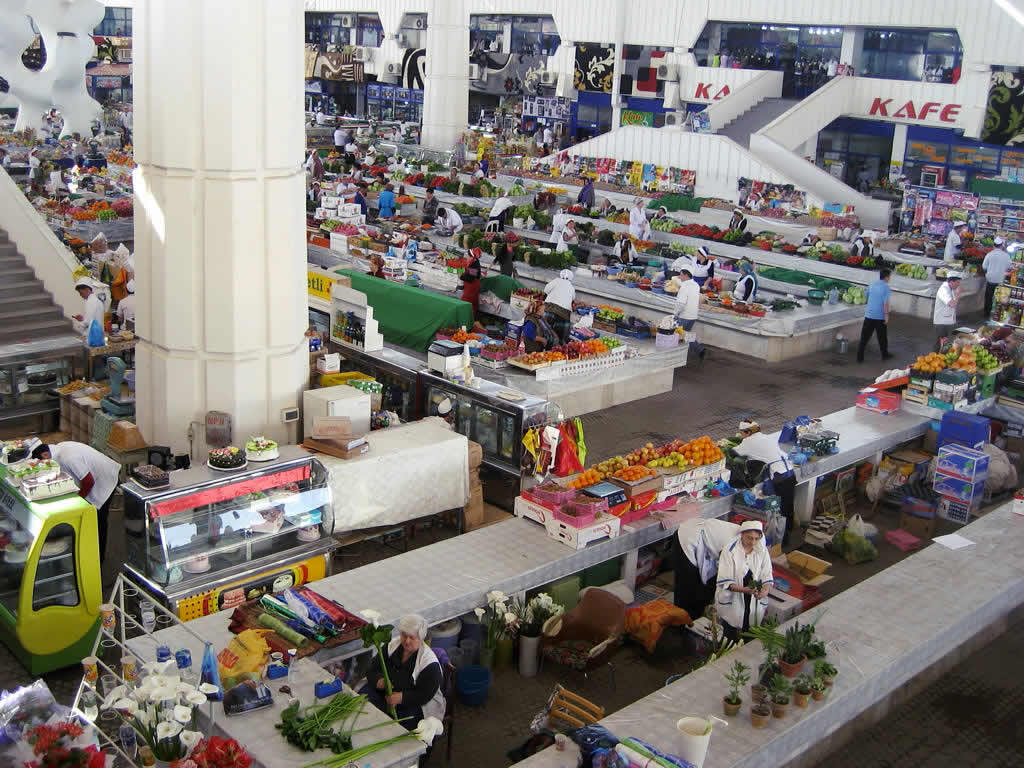
Продаж овочів і фруктів

Овочів їдять мало, в основному редьку, помідори, гарбуз, моркву, маш. Їхню відсутність компенсують зеленню — щавлем, туркменською лободою (гара сельме), туркестанським шпинатом (ісманак) та бульбами козельця (скорце-нера). З фруктів найбільше розповсюджені абрикоси (урюк). До речі, його додають не тільки в м'ясні і борошняні, але й у рибні страви. З баштанних культур вживаються дині, кавуни.

## Приправи
Набір уживаних прянощів досить широкий: цибуля, червоний перець, чорний перець, м'ята, дика петрушка, ажгон, ужгун (галли фісташкового дерева). Для страв з дичини додають, крім того, шафран і часник.
Туркменська кухня вирізняється особливим набором жирів. Курдючне сало, пряжене масло з верблюдячого молока (сари яг) і особливо кунжутова олія, використовуються при виготовленні м'ясних, борошняних, солодких, а також рибних страв.

## Напої
Туркмени текінці, сарики, мервці п'ють багато зеленого чаю, а йомуди-прибалханці й огурджалінці — чорного, При цьому з чорним чаєм п'ють парне верблюдяче молоко, яким чай ніби «заварюють», а потім ненадовго ставлять на вугілля. Чай з шматочками м'яса називають «чорба».

## Солодощі

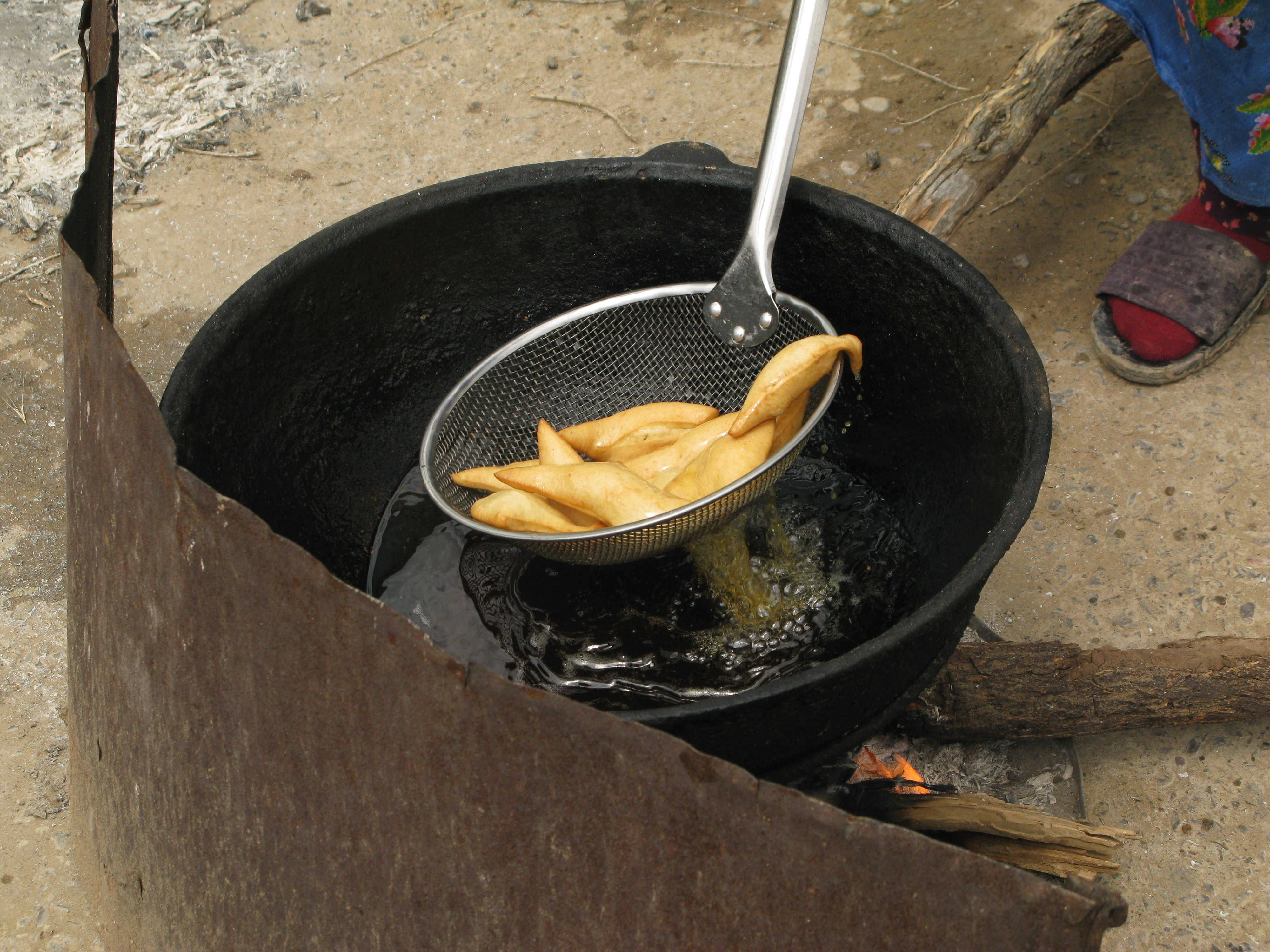
Обсмажене у казанку тісто — «пишме»

Національними туркменськими солодощами є особлива маса типу халви. Вона готується з коренів лілейної рослини череш (чириш), з якої йомуди добувають камедь тригант, і варять сполучивши з рослинними соками (виноградним, кавуновим, динячим) і прянощами повидлоподібну масу.